# Gimming
Gimming er en by i Østjylland med 240 indbyggere  (2024) beliggende 8 km sydøst for Spentrup, 29 km syd for Hadsund og 6 km nordøst for Randers. Byen hører til Randers Kommune og ligger i Region Midtjylland.
Gimming hører til Gimming Sogn. Gimming Kirke ligger i byen.

## Historie
En af Frederik 4.'s rytterskoler blev opført i Gimming i 1722. Den var i brug som skole til 1912, hvor den blev afløst af "Gimming gamle skole", som også for længst er erstattet af en centralskole. Sandstenstavlen med kongens inskription blev taget ned i 1912, men er nu indmuret i en murstensvæg i aulaen på Rismølleskolen i Dronningborg.

### Jernbanen
Gimming havde trinbræt på Randers-Hadsund Jernbane 1883-1969. Det lå 1 km vest for landsbyen og havde et sidespor, der endte i en jordvold ved det korsformede læskur af træ. Banens tracé er bevaret som sti mellem Dronningborg og Spentrup, og Gimming trinbræts perronkant kan stadig ses.

### Forsamlingshus
Gimming Forsamlingshus blev opført i 1899 og erstattede Gimming Forsamlingssal i bysmedjen. Forsamlingshuset er stadig i brug.